# 特五式内火艇
特五式内火艇 是日本海軍在二戰期間生產的一種運输型水陆两用裝甲車輛。該車於1945年研製，是在戰爭結束前開發的，但實際車輛尚未完成。

## 簡介
該車是在特三式内火艇的基礎上開發。 根據瓜達爾卡納爾島戰役的經驗，由吳海軍兵工廠造船廠實驗部開發。

## 結構
特五式基本上是沒有潛艇裝載能力的特三式。兩者在規模和機制有許多相似之處。特三式內火艇配備了成熟的耐壓船體，能夠下潛至100米的深度。圓柱體通過軋製與坦克車身一樣厚的裝甲板製成。把它的兩端做成半球形來承受高水壓。製作時間是普通坦克的兩倍。由於省略了耐壓船體，特五式內火艇的生產時間大大縮短。特五式內火艇的車體和砲塔與特三式內火艇一樣採用軋製防彈鋼板焊接結構，各部位的裝甲厚度與特三式內火艇基本相同。特五式內火艇的裝甲厚度為正面50毫米、側面25毫米、背面20毫米、頂部10毫米、底部8毫米，砲塔為正面50毫米、側面和後部為25毫米、頂面為12毫米砲塔的頂端。附著在車身前後的浮標由3毫米厚的低碳鋼板製成，內部分為許多隔間，可確保被子彈擊中後不會很快失去浮力。
主砲與特三式同樣是47毫米坦克炮，車體前部裝甲厚度為50毫米，此外，特五式內火艇額外裝備了一挺九六式25毫米高射機炮。 在戰鬥艙前部和後砲塔左側裝備了九七式車載重機槍。與其他內火艇一樣，船形浮筒附在車身前後，著陸後可取下。特五式內火艇在研發時二戰已結束，據說沒有一輛完整的車輛，關於特五式的數據還有未知數。